# الینا استفی
الینا استفی (انگلیسی: Alina Astafei؛ زادهٔ ۷ ژوئن ۱۹۶۹) ورزشکار دو و میدانی اهل آلمان است.
وی در مسابقات کشوری و بین‌المللی در مجموع برندهٔ ۴ مدال طلا، ۳ مدال نقره، ۲ مدال برنز شده است.